# Ricardo Maurício
Ricardo Maurício (São Paulo, 7 de janeiro de 1979) é um automobilista brasileiro, campeão da categoria Stock Car Brasil de 2008, 2013 e 2020. Possui uma característica diferente de alguns outros pilotos da categoria: é canhoto.

## Carreira

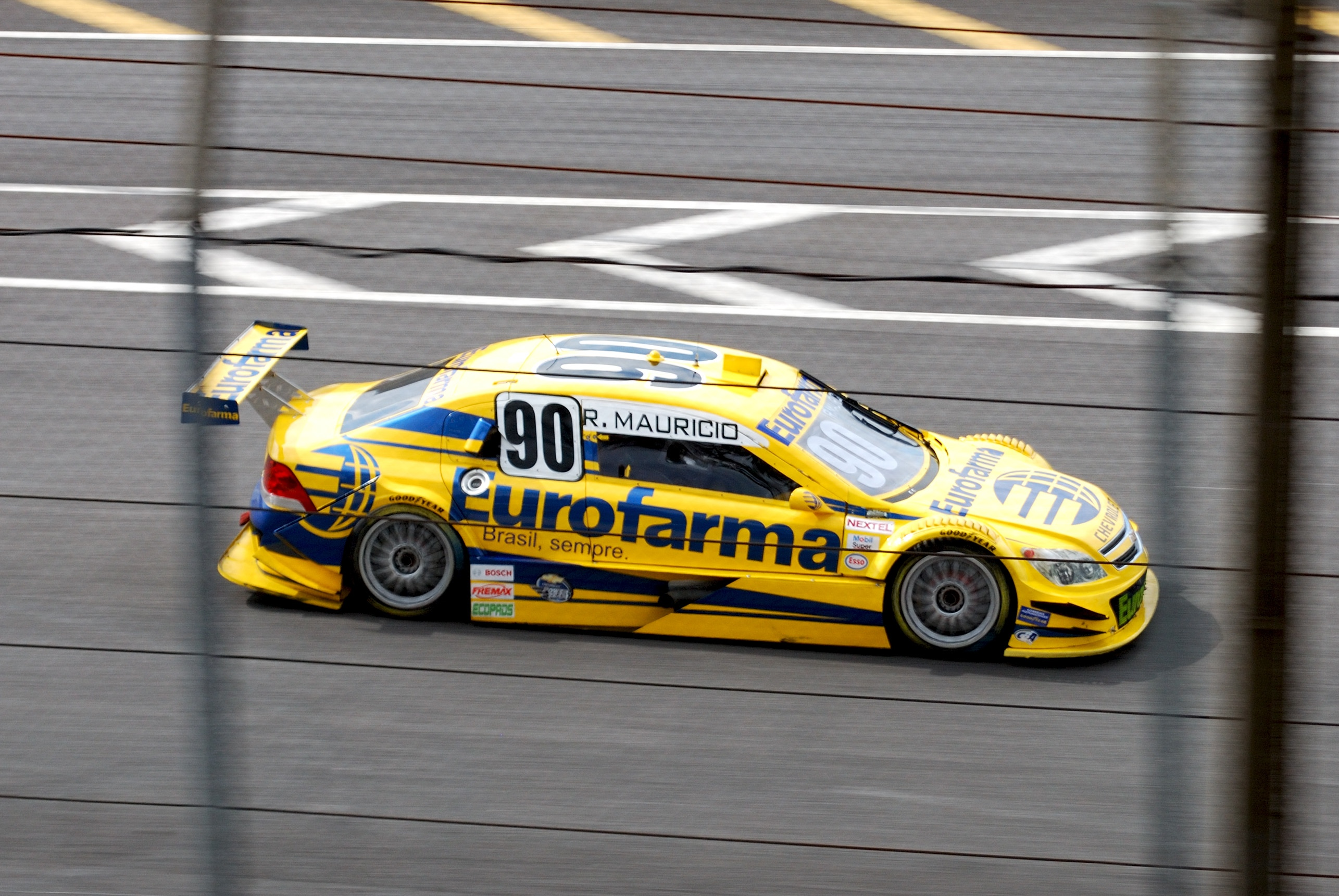
Ricardo Maurício em Interlagos 2009.

O piloto já passou por diversas categorias em sua carreira. Do kart paulista foi para a Fórmula Ford, para a Fórmula Vauxhall, Fórmula 3 Inglesa, Fórmula 3000 Internacional e Fórmula 3 Espanhola. Estreou na Stock Car em 2004.

## Equipes
| Ano   | Equipe                      | Carro             | Etapas Disputadas | Vitórias | Pódios | Poles | Voltas Mais Rápidas | Pontos | Classificação |
| ----- | --------------------------- | ----------------- | ----------------- | -------- | ------ | ----- | ------------------- | ------ | ------------- |
| 2004  | Katalogo e Andreas Mattheis | Chevrolet Astra   | 5                 | 0        | 1      | 0     | 1                   | 20     | 23º           |
| 2005  | L&M Racing                  | Chevrolet Astra   | 12                | 0        | 1      | 0     | 1                   | 47     | 16º           |
| 2006  | Katalogo                    | Mitsubishi Lancer | 12                | 0        | 0      | 1     | 0                   | 216    | 10º           |
| 2007  | Andreas Mattheis            | Chevrolet Astra   | 12                | 1        | 3      | 0     | 0                   | 221    | 9º            |
| 2008  | WA Mattheis                 | Peugeot 307       | 12                | 5        | 6      | 5     | 3                   | 287    | Campeão       |
| 2009  | RC Competições              | Chevrolet Vectra  | 12                | 1        | 4      | 1     | 0                   | 264    | 3°            |
| 2010  | RC Competições              | Chevrolet Vectra  | 12                | 2        | 6      | 1     | 2                   | 251    | 3°            |
| 2011  | RC Competições              | Chevrolet Vectra  | 12                | 0        | 3      | 0     | 0                   | 258    | 2°            |
| 2012  | RC Competições              | Chevrolet Sonic   | 12                | 0        | 5      | 0     | 0                   | 189    | 2°            |
| 2013  | RC Competições              | Chevrolet Sonic   | 12                | 1        | 7      | 1     | 0                   | 218    | Campeão       |
| 2014  | RC Competições              | Chevrolet Sonic   | 21                | 2        | 4      | 3     | 1                   | 144,5  | 10°           |
| Total | Total                       | Total             | 134               | 12       | 40     | 12    | 8                   | 2115,5 |               |

## Resultados na Stock Car
Corrida em negrito significa pole position; corrida em itálico significa volta mais rápida.
| Ano  | Equipe           | Carro             | 1       | 2       | 2       | 3       | 3       | 4       | 4       | 5       | 5       | 6       | 6       | 7       | 7       | 8       | 8       | 9       | 9       | 10      | 10      | 11      | 11      | 12      | Class. | Pts.  |
| ---- | ---------------- | ----------------- | ------- | ------- | ------- | ------- | ------- | ------- | ------- | ------- | ------- | ------- | ------- | ------- | ------- | ------- | ------- | ------- | ------- | ------- | ------- | ------- | ------- | ------- | ------ | ----- |
| 2004 | Katálogo Racing  | Chevrolet Astra   | CTB 3   | SAO 13  | SAO 13  | TAR Ret | TAR Ret | LON 15  | LON 15  | RIO     | RIO     | SAO     | SAO     | CTB     | CTB     | LON     | LON     | RIO     | RIO     | BSB     | BSB     | CGD     | CGD     | SAO 25  | 23°    | 20    |
| 2005 | L&M Racing       | Chevrolet Astra   | SAO 19  | CTB 6   | CTB 6   | RIO Ret | RIO Ret | SAO 4   | SAO 4   | CTB Ret | CTB Ret | LON Ret | LON Ret | BSB Ret | BSB Ret | STC 3   | STC 3   | TAR 22  | TAR 22  | ARG Ret | ARG Ret | RIO 26  | RIO 26  | SAO 9   | 16°    | 47    |
| 2006 | Katálogo Racing  | Mitsubishi Lancer | SAO 10  | CTB Ret | CTB Ret | CGD 8   | CGD 8   | SAO 11  | SAO 11  | LON 6   | LON 6   | CTB Ret | CTB Ret | SCZ 6   | SCZ 6   | BSB 5   | BSB 5   | TAR Ret | TAR Ret | ARG Ret | ARG Ret | RIO 13  | RIO 13  | SAO 10  | 10°    | 216   |
| 2007 | Andreas Mattheis | Chevrolet Astra   | SAO 1   | CTB Ret | CTB Ret | CGD 6   | CGD 6   | SAO 6   | SAO 6   | LON 3   | LON 3   | SCZ 5   | SCZ 5   | CTB 2   | CTB 2   | BSB Ret | BSB Ret | ARG Ret | ARG Ret | TAR 16  | TAR 16  | RIO Ret | RIO Ret | SAO Ret | 9°     | 221   |
| 2008 | WA Mattheis      | Peugeot 307       | SAO 4   | BSB 1   | BSB 1   | CTB 1   | CTB 1   | SCZ 6   | SCZ 6   | CGD 1   | CGD 1   | SAO 4   | SAO 4   | RIO 20  | RIO 20  | LON 4   | LON 4   | CTB 1   | CTB 1   | BSB 1   | BSB 1   | TAR 3   | TAR 3   | SAO 15  | 1°     | 287   |
| 2009 | RC Competições   | Chevrolet Vectra  | SAO 2   | CTB 7   | CTB 7   | BSB 14  | BSB 14  | SCZ Ret | SCZ Ret | SAO 6   | SAO 6   | SAL Ret | SAL Ret | RIO 3   | RIO 3   | CGD 7   | CGD 7   | CTB 1   | CTB 1   | BSB 17  | BSB 17  | TAR Ret | TAR Ret | SAO 2   | 3°     | 264   |
| 2010 | RC Competições   | Chevrolet Vectra  | SAO 20  | CTB 2   | CTB 2   | VEL 1   | VEL 1   | RIO 19  | RIO 19  | RBP 2   | RBP 2   | SAL 10  | SAL 10  | SAO 1   | SAO 1   | CGD 3   | CGD 3   | LON 6   | LON 6   | SCZ 3   | SCZ 3   | BSB Ret | BSB Ret | CTB 20  | 3º     | 251   |
| 2011 | RC Competições   | Chevrolet Vectra  | CTB Ret | SAO 3   | SAO 3   | RBP 5   | RBP 5   | VEL 3   | VEL 3   | CGD 6   | CGD 6   | RIO 8   | RIO 8   | SAO 8   | SAO 8   | SAL 16  | SAL 16  | SCZ 4   | SCZ 4   | LON 2   | LON 2   | BSB 5   | BSB 5   | VEL 23  | 2º     | 258   |
| 2012 | RC Competições   | Chevrolet Sonic   | SAO 3   | CTB 4   | CTB 4   | VEL 2   | VEL 2   | RBP 17  | RBP 17  | LON 5   | LON 5   | RIO 3   | RIO 3   | SAL 4   | SAL 4   | CAS 19  | CAS 19  | TAR 4   | TAR 4   | CUR Ret | CUR Ret | BSB 2   | BSB 2   | SAO 2   | 2º     | 189   |
| 2013 | RC Competições   | Chevrolet Sonic   | SAO 3   | CTB 2   | CTB 2   | TAR 3   | TAR 3   | SAL 1   | SAL 1   | BSB 5   | BSB 5   | CAS 6   | CAS 6   | RBP 9   | RBP 9   | CAS 26  | CAS 26  | VEL 2   | VEL 2   | CUR 4   | CUR 4   | BSB 3   | BSB 3   | SAO 2   | 1º     | 218   |
| 2014 | RC Competições   | Chevrolet Sonic   | SAO 14  | SCZ 4   | SCZ 16  | BSB 17  | BSB 25  | GOI 3   | GOI 16  | GOI 9   | GOI 9   | CAS Ret | CAS 11  | CTB 10  | CTB 1   | VEL 10  | VEL 1   | SCZ 13  | SCZ 12  | TAR 3   | TAR 20  | SAL Ret | SAL 16  | CTB 14  | 10º    | 144,5 |
| 2015 | RC Competições   | Chevrolet Sonic   | GOI 1   | RPB 4   | RPB Ret | VEL 6   | VEL 20  | CTB Ret | CTB Ret | SCZ 4   | SCZ 6   | CTB DSQ | CTB DSQ | GOI Ret | GOI Ret | CAS 4   | CAS 3   | CGD 4   | CGD 3   | CTB 3   | CTB 2   | TAR 7   | TAR Ret | SAO Ret | 7º     | 173   |

## Resultados no Brasileiro de Marcas
Corrida em negrito significa pole position; corrida em itálico significa volta mais rápida.
| Ano  | Equipe           | Carro       | 1     | 2     | 3     | 4     | 5     | 6      | 7     | 8       | 9     | 10      | 11    | 12    | 13      | 14      | 15      | 16     | Classificação | Pontos |
| ---- | ---------------- | ----------- | ----- | ----- | ----- | ----- | ----- | ------ | ----- | ------- | ----- | ------- | ----- | ----- | ------- | ------- | ------- | ------ | ------------- | ------ |
| 2011 | Diretor ProGP    | Ford Focus  | TAR   | TAR   | SAO   | SAO   | RIO   | RIO    | VEL   | VEL     | BSB   | BSB     | RIO   | RIO   | LON 6   | LON 3   | CTB 4   | CTB 2  | 11º           | 94     |
| 2012 | Full Time Sports | Honda Civic | SAO 3 | SAO 4 | BSB 3 | BSB 3 | CTB 2 | CTB 3  | RIO 3 | RIO Ret | VEL 2 | VEL Ret | TAR 2 | TAR 5 | LON 3   | LON Ret | CTB 2   | CTB 11 | 1º            | 232    |
| 2013 | JLM Racing       | Honda Civic | SAO 1 | SAO 2 | BSB 6 | BSB 4 | SAO 9 | SAO 15 | CTB 1 | CTB 5   | BSB 6 | BSB 3   | TAR 6 | TAR 1 | CAS Ret | CAS 7   | CTB 4   | CTB 1  | 1º            | 261    |
| 2014 | JLM Racing       | Honda Civic | TAR 1 | TAR 7 | BSB 6 | BSB 1 | SAO 1 | GOI 7  | GOI 8 | CTB 4   | CTB 6 | VEL 5   | VEL 2 | CTB 9 | CTB 5   | GOI 3   | GOI Ret |        | 1º            | 228    |

## Resultados na Copa Fiat Brasil
Corrida em negrito significa pole position; corrida em itálico significa volta mais rápida.
| Ano  | Equipe       | Carro      | 1      | 2     | 3     | 4     | 5      | 6      | 7      | 8       | 9     | 10    | 11      | 12      | Classificação | Pontos |
| ---- | ------------ | ---------- | ------ | ----- | ----- | ----- | ------ | ------ | ------ | ------- | ----- | ----- | ------- | ------- | ------------- | ------ |
| 2010 | Greco Racing | Fiat Linea | RIO 12 | RIO 7 | LON 3 | LON 4 | SAO 13 | SAO 17 | CTB 18 | CTB Ret | BSB 6 | BSB 8 | SCZ Ret | SCZ DNS | 13º           | 29     |

## Títulos
- Campeão brasileiro de Fórmula Ford (1995)
- Campeão espanhol de Fórmula 3 (2003)
- Campeão brasileiro de Stock Car (2008)
- Campeão da Copa Endurence Series (2009)
- Venceu a Corrida do Milhão da Stock Car (2010)
- Campeão brasileiro de Marcas (2012)
- Bi-Campeão brasileiro de Marcas (2013)
- Bi-Campeão brasileiro de Stock Car (2013)
- Tri Campeão brasileiro de Marcas (2014)